# Tamara Cassimon
Tamara Cassimon est une ancienne joueuse et entraîneur de football belge, née le 23 octobre 1975 en Belgique.

## Biographie
Tamara Cassimon a de longues années d'expérience dans le football féminin. Comme joueuse, en 1re division, elle a porté le maillot du Brussel Dames 71 et du DVK Haacht. Elle a rapidement mis fin à sa carrière de joueuse à la suite de sérieuses blessures.
Tamara Cassimon est devenue entraîneur. En 2003, elle débute au SK Oetingen, une équipe provinciale du Brabant flamand qu'elle fait monter directement en troisième nationale. En décembre 2005, elle devient le plus jeune entraîneur de 1re division à Oud-Heverlee Leuven.
En décembre 2007, elle arrive à la tête de Sinaai Girls. Les trois saisons suivantes, elle remporte la Coupe de Belgique face au Standard Fémina de Liège en 2009, au RSC Anderlecht en 2010 et au WD Lierse SK en 2011.
En plus d'assister l'entraîneur en chef, Tamara Cassimon est chargée de l'accompagnement individuel des joueuses. Elle assure la communication entre le staff sportif, le staff médical, les clubs et les joueuses sélectionnées. Elle est également l'analyste vidéo de l'équipe. C'est donc elle qui est chargée des montages pour les séances théoriques.
Tamara Cassimon occupe également un emploi à temps plein auprès du Gouvernement flamand.

## Palmarès

### Comme entraîneur
- Vainqueur de la Coupe de Belgique (3) : 2009-2010-2011

#### Bilan
- 3 titres